# Tempelgesellschaft

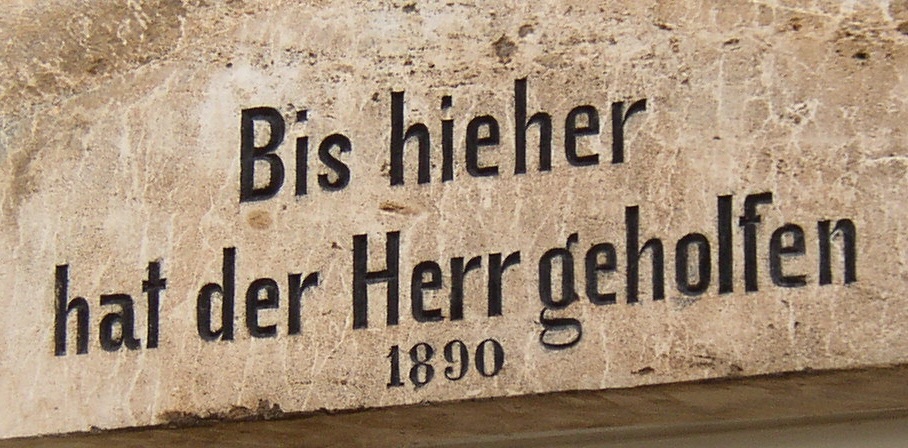
Inschrift an einem Templerhaus in der German Colony / Moshav HaGermanit von Haifa, mit Zitat aus 1 Samuel 7,12.

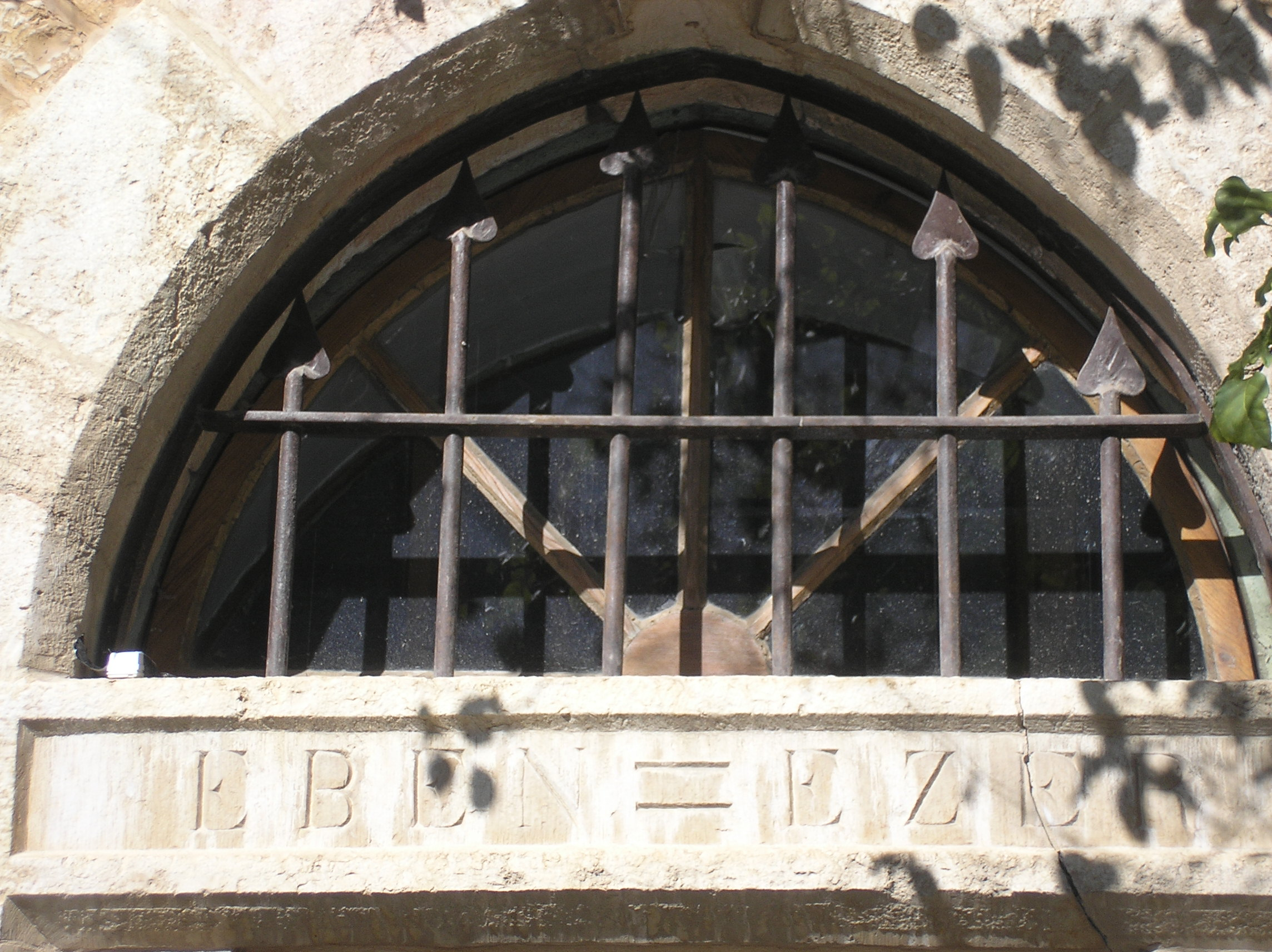
Inschrift am Haus des Matthäus Frank, dem Pionier der Jerusalemer German Colony: Eben-Ezer, Stein der Hilfe, erneut ein Hinweis auf 1 Samuel 7,12 („Bis hierher hat uns der Herr geholfen“).

Die Tempelgesellschaft ist eine um 1850 im Königreich Württemberg entstandene christlich-chiliastische Religionsgemeinschaft. Ihre Siedlungen im heutigen Israel galten historisch in der Zeit ihres Bestehens als ein bedeutender Wirtschaftsfaktor in der Region. Steinerne Zeugen sind bis heute unter anderem in den „Deutschen Siedlungen“ (German Colony) in Haifa, Tel Aviv und Jerusalem erhalten.
Es gibt noch organisierte Templergemeinden in Deutschland und Australien.

## Allgemeines
Der Name „Tempel“ hat nichts mit dem viel älteren Templerorden zu tun, sondern soll in Anlehnung an neutestamentliche Textstellen (Eph 2,21–22 ; 1 Petr 2,5 ) zum Ausdruck bringen, dass die Mitglieder der Gemeinschaft (auch Templer genannt) sich als „lebendige Bausteine“ eines Gotteshauses verstehen, das sie durch ihr Miteinander bilden. Wesentlich ist die Bereitschaft zur Mitarbeit und Pflege christlicher Gemeinschaft. Kirchliche Lehrsätze werden als weniger zentral betrachtet, Glaubenssätze zur Gottessohnschaft (und damit zur Dreifaltigkeit), Erbsünde und zum Erlösungstod Jesu zum Teil strikt abgelehnt. Jesus von Nazareth wird vor allem als Lehrmeister, als von Gottes Geist durchdrungener Mensch betrachtet und gilt als nachahmenswertes Vorbild des Gottvertrauens und der Nächstenliebe: „Wer ‚nach dem Reich Gottes und seiner Gerechtigkeit trachtet‘ findet Erfüllung im Hier und Jetzt.“
Die Tempelgesellschaft ist seit 1976 Mitglied im Bund für Freies Christentum. Frühere Mitglieder, die im Heiligen Land siedelten, waren zumeist als Palästinadeutsche bekannt, obwohl es auch eine kleinere deutsche Minderheit in Palästina gab, die nicht der Tempelgesellschaft angehörte.

## Verbreitung
Nach eigenen Angaben der Tempelgesellschaft bestand diese im Jahr 2006 aus etwa 2000 Mitgliedern, davon 700 Mitglieder in Deutschland und 1300 in Australien, wohin zahlreiche Templer während des Zweiten Weltkriegs deportiert wurden. Das deutsche Zentrum befindet sich in Stuttgart-Degerloch. In Deutschland besteht eine Gemeinde in Stuttgart, die vom Verein „Tempelgesellschaft in Deutschland e. V.“ getragen wird; in Australien sind es fünf Gemeinden im Melbourner Stadtteil Bayswater, in Bentleigh bei Melbourne, Sydney, Tanunda und in Victoria, die in der „Temple Society Australia“ zusammengefasst sind. Enge theologische und personelle Verbindungen bestehen zum Bund für Freies Christentum.

## Geschichte
Die Tempelgesellschaft kann nur vor dem Hintergrund ihrer Entstehungszeit in der Mitte des 19. Jahrhunderts verstanden werden. Zum einen war dies eine Zeit des allgemeinen Umbruchs der Gesellschaft in Deutschland und Europa, zum anderen war es auch eine Zeit der „nationalen Sammlungsbewegungen“ und der Expansion der europäischen Großmächte, um neue Märkte oder Rohstoffquellen zu erschließen. Vor allem das Osmanische Reich, das noch weite Teile Europas besaß, wurde zu einem Brennpunkt europäischer Interessen.
Der Krimkrieg (1853–1856) schien die Möglichkeit zu bieten, beim Osmanischen Reich einen besseren Schutz der christlichen Stätten und der Christen in Palästina erreichen zu können. Vor allem Russland und Frankreich entwickelten sich in den folgenden Jahren zu christlichen „Schutzmächten“. In diese Zeit fallen die Gründungen vieler christlicher Vereine zum Erwerb von Boden im Heiligen Land.

### Religiöser Hintergrund
Die Tempelgesellschaft hat ihren Ursprung in der pietistischen Bewegung in der lutherischen Kirche Württembergs. Johann Albrecht Bengel (1687–1752), der als Gründer des württembergischen Pietismus gilt, berechnete das Jahr 1836 als Beginn des Tausendjährigen Königtums Jesu. 1817 wanderten viele Württemberger nach Russland aus, einem Aufruf von Schülern Bengels folgend, der den nahen Weltuntergang verkündet hatte. Um eine weitere Abwanderung zu verhindern, gestattete der württembergische König die Errichtung pietistischer Gemeinden innerhalb der lutherischen Kirche. 1819 gründete Gottlieb Wilhelm Hoffmann die erste pietistische Gemeinde in Korntal bei Stuttgart.

### Der Vorläufer
Am 24. August 1854 leitete Christoph Hoffmann, ein Sohn des Gottlieb Wilhelm Hoffmann, in Ludwigsburg eine Versammlung, auf der die Gründung der „Gesellschaft für Sammlung des Volkes Gottes in Jerusalem“ verkündet wurde.
Zuvor hatte Georg David Hardegg schon Kandidaten für eine Auswanderung nach Palästina angeworben. Die Versammelten in Ludwigsburg unterschrieben eine Petition an den Bundestag zu Frankfurt, sich beim osmanischen Sultan für eine Ansiedlung des „Volkes Gottes“ in Palästina einzusetzen.
Die darauf folgende Zeit zeigte, dass die Bemühungen des „Volkes Gottes“, im Bundestag Unterstützung für ihr Vorhaben zu finden, vergeblich waren. Auch die württembergischen Behörden, die kein Interesse an einer neuen Auswanderungswelle ihrer Untertanen haben konnten, wurden auf die Gesellschaft aufmerksam. So ihres Zieles einer raschen Ansiedlung in Palästina beraubt, bemühte man sich, einen Zusammenschluss aller an einer Ansiedlung Interessierten zu erreichen. Zudem konzentrierte man sich darauf, die „Siedler“ auf ihre Reise nach Palästina weiter vorzubereiten. Um dies besser tun zu können, erwarb man 1856 den Weiler Kirschenhardthof (Gemeinde Burgstetten, Rems-Murr-Kreis). 1857 sollte eine Kommission nach Palästina reisen, um die Möglichkeiten einer Ansiedlung zu überprüfen. Doch erst 1858 gelang es einer Gruppe von drei Mitgliedern des Kirschenhardthofes, zu denen Hoffmann und Hardegg gehörten, nach Palästina zu reisen.

### Ernüchterung
Ungefähr drei Monate lang bereisten Hoffmann, Hardegg und Joseph Bubeck (1795–1871), der als Landwirt und Winzer die Möglichkeiten des Land- und Weinbaus erkunden sollte, Palästina. Doch belastete ein Vorfall das Urteilsvermögen der drei „Kundschafter“: Jahre zuvor war schon eine Gruppe von Deutschen und Amerikanern in die Nähe von Jaffa übersiedelt. Diese Gruppe wurde im Jahr 1858 von Arabern überfallen, dabei wurden der deutsche Siedler Friedrich Wilhelm Großsteinbeck (* 1821) aus Elberfeld getötet, seine amerikanische Frau und deren Mutter vergewaltigt und sein Schwiegervater schwer verletzt. Die amerikanische Regierung drohte mit militärischer Intervention für den Fall, dass die Täter nicht bestraft würden.
Aus Palästina zurückgekehrt, erstattete die Kommission am 8. September in Cannstatt vor einer großen Versammlung Interessierter ihren Bericht. Eine landwirtschaftliche Ansiedlung sei möglich, doch sei aufgrund der Haltung der osmanischen Regierung und der arabischen Bevölkerung zum jetzigen Zeitpunkt davon abzusehen. Als Christoph Hoffmann im darauf folgenden Jahr bei einigen Jugendlichen die Konfirmation vollzog, obwohl er kein ordinierter Pastor war, kam es zum Bruch mit der Landeskirche. Er und die anderen Bewohner des Kirschenhardthofes wurden aus der württembergischen Landeskirche ausgeschlossen.

### Der Deutsche Tempel
Am 19. und 20. Juni 1861 versammelten sich die Vertreter der deutschen Synoden der „Jerusalemfreunde“. Es wurde der Beschluss gefasst, geschlossen aus der Kirche auszutreten. Gleichzeitig wurde der „Deutsche Tempel“ als eigenständige religiöse Bewegung gegründet, da „keine der bestehenden Kirchen die Herstellung des Menschen zum Tempel Gottes und die Herstellung des Heiligtums für alle Völker zu Jerusalem“ (so die Gründungserklärung), anstrebe.
Damit waren die Ziele der deutschen Tempelbewegung in dieser Gründungsurkunde klar dargestellt. Durch „Beachtung des Gesetzes, des Evangeliums und der Weissagung“ sollten sich die Mitglieder selbst zu einem Tempel machen. Hinzu kam die Übersiedlung der Gemeinschaft nach Palästina. Man war sich sicher, dass die Endzeit nahe sei. In Württemberg und den anderen deutschen Ländern schlossen sich ungefähr 3000 Menschen an. Hinzu kamen noch Anhänger aus der Schweiz, Russland und Nordamerika.
Christoph Hoffmann und Georg David Hardegg, die mittlerweile zerstritten waren, brachen im Jahr 1868 mit ihren Familien nach Palästina auf und kamen am 30. Oktober 1868 in Haifa an. Haifa wurde auf Anraten des dortigen deutschen Konsuls Theodor Georg Weber und eines Missionars mit Namen Huber ausgewählt. Haifa war damals noch eine unbedeutende Stadt von rund 4000 Einwohnern. Im Frühjahr 1869 gründeten die beiden offiziell den Tempel zu Haifa als Vorposten und Empfangsstation.

### Haifa
Im Januar 1869 gelang es den deutschen Siedlern durch Vermittlung eines Bürgers der Stadt, Grundstücke außerhalb der Stadtmauern zu erwerben. In der Zeit von Mai bis Juni 1869 besuchten drei Vertreter des „Tempels“ im Auftrag des Vorstands Haifa. Nach ihrer Rückkehr rieten sie, die Vorstellungen Hardeggs für die Haifaer Kolonie anzunehmen.
Hardegg plante eine Straße entlang der schon erworbenen Grundstücke, die sich 15 Minuten außerhalb der bisherigen Stadt befanden, zu bauen. Es sollten zunächst auf jeder Seite der Straße fünf Häuser entstehen. Um den Siedlern während des Sommers Schatten spenden zu können, sollten zudem entlang der Straße Bäume gepflanzt werden.
1870 zählte die Kolonie bereits 14 Häuser und 120 Siedler. Anfänglich beschäftigten sich die Siedler hauptsächlich mit Landwirtschaft und Weinbau. Doch recht schnell erkannte man die Notwendigkeit des Ausbaus der Infrastruktur und die Möglichkeiten, die sich daraus boten.
So waren es die in Haifa lebenden Templer, die einen Kutschendienst zwischen Haifa und Akko einrichteten und mit Unterstützung des lateinischen Klosters zu Nazaret und einiger arabischer Großgrundbesitzer die Verbindung zwischen Haifa und Nazaret ausbauten und für Kutschen befahrbar machten. 1875 war die Straße fertig und die Templer richteten einen für sie lukrativen Kutschendienst ein, der Touristen und Pilger nach Nazaret brachte. Das Karmelhotel wurde als erstes, damaligen Vorstellungen entsprechendes modernes Hotel in Haifa errichtet. Doch eine der wichtigsten Entscheidungen der Haifaer Tempelgemeinschaft wurde im Jahre 1872 gefasst. Eine Mole sollte als Verlängerung der Straße in der Templerkolonie gebaut werden. Bis zu diesem Zeitpunkt war Jaffa der einzige Hafen Palästinas. Da große Schiffe, wie Passagierschiffe, nicht in den Hafen einfahren konnten, mussten alle Passagiere in kleinen Fischerbooten übergesetzt werden. Für die örtliche Bevölkerung war das ein einträgliches Geschäft. Dank dieser wirtschaftlichen Entwicklung zählte die Gemeinschaft in Haifa 1873 bereits 38 Wohnhäuser und etwa 250 Siedler.
Friedrich Keller war von 1878 bis 1908 kaiserlicher Vizekonsul in Haifa. Sein Hauptverdienst war es, dass nach langem Streit mit den osmanischen Behörden und den Karmeliten die deutsche Siedlung auf den Berg Karmel ausgedehnt werden durfte.

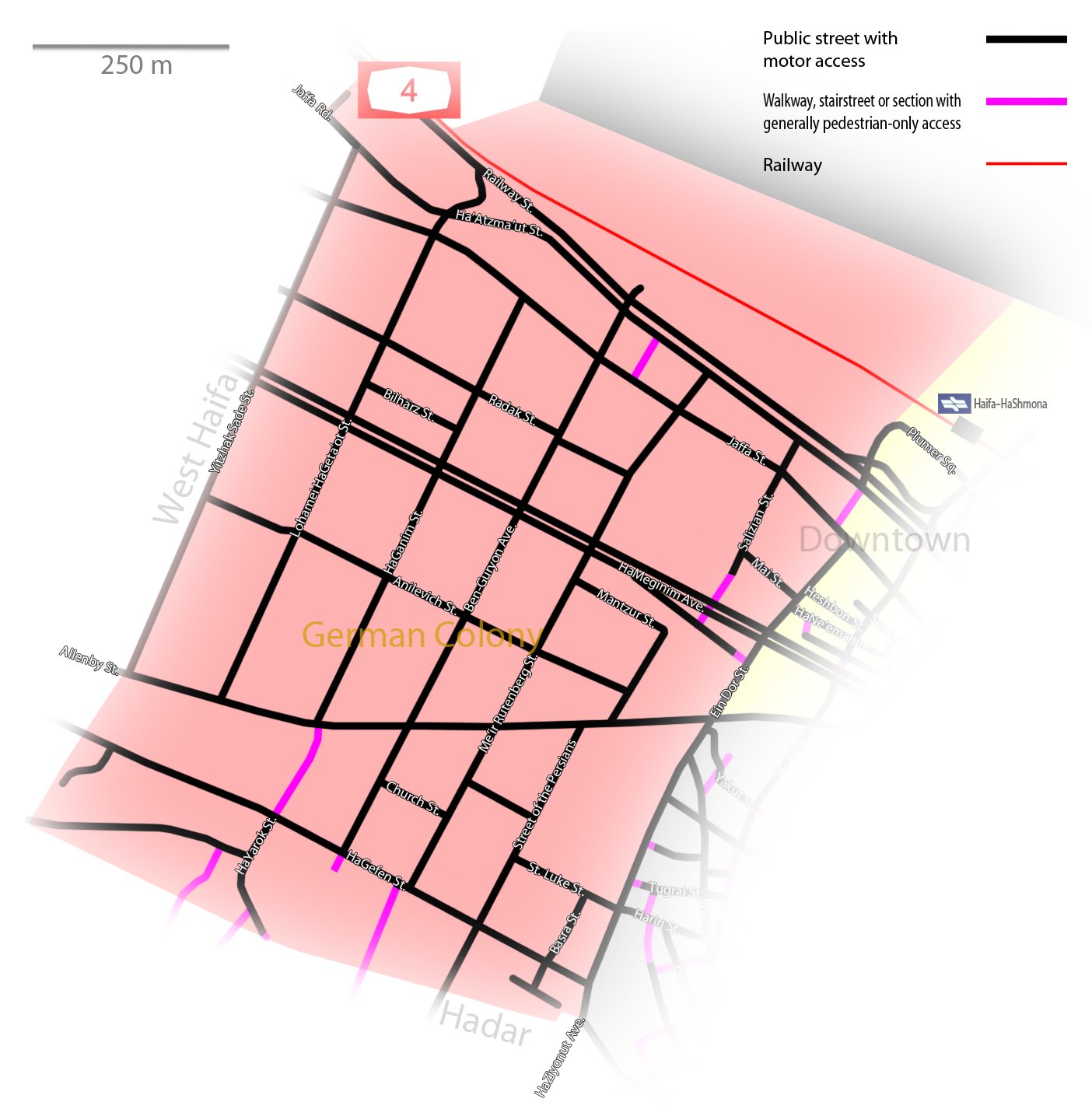
Eine Karte des Templerbezirks von Haifa
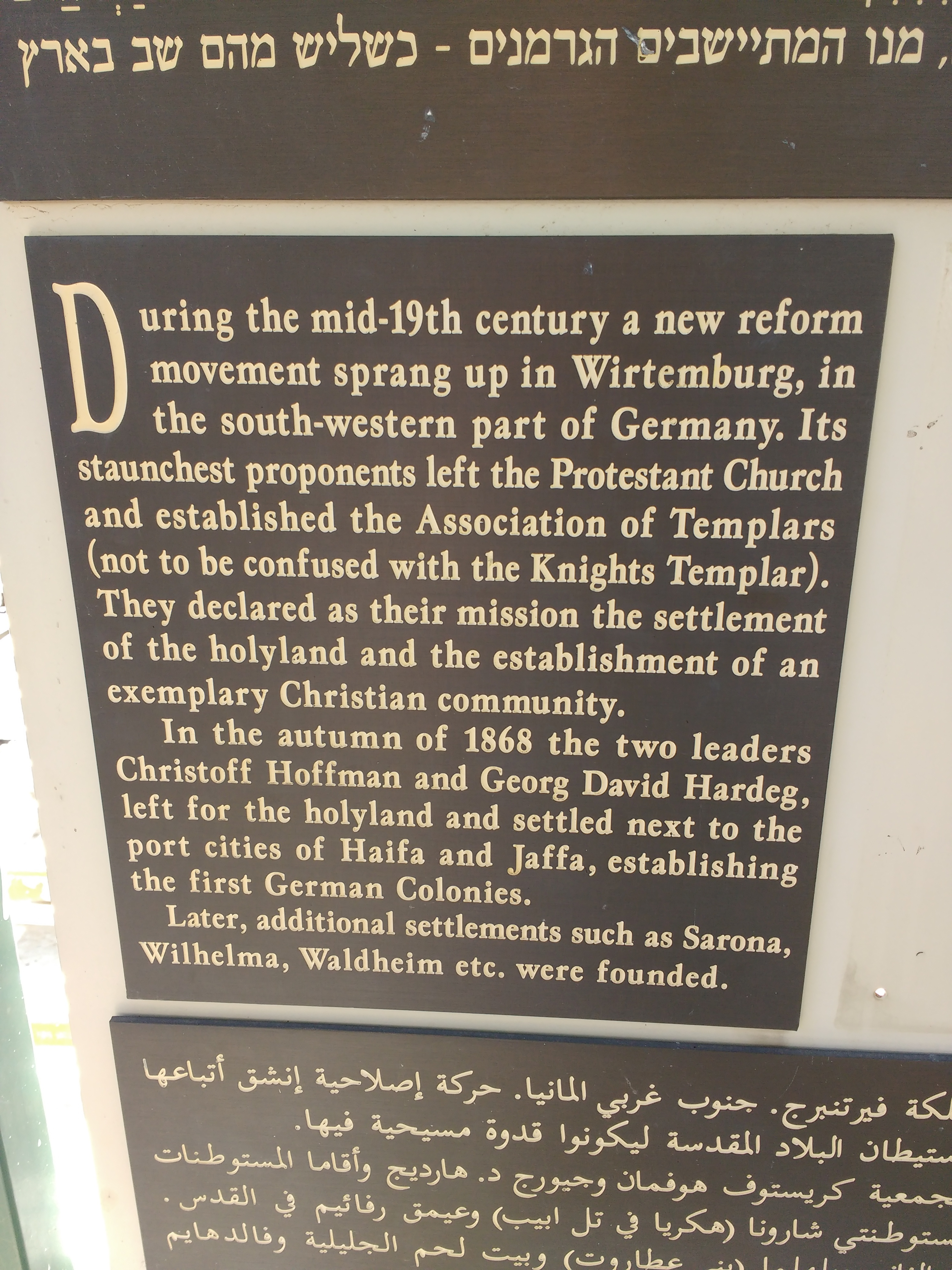
Tafel zur Erinnerung an die Gründung der Kolonie der Tempelgesellschaft in Haifa
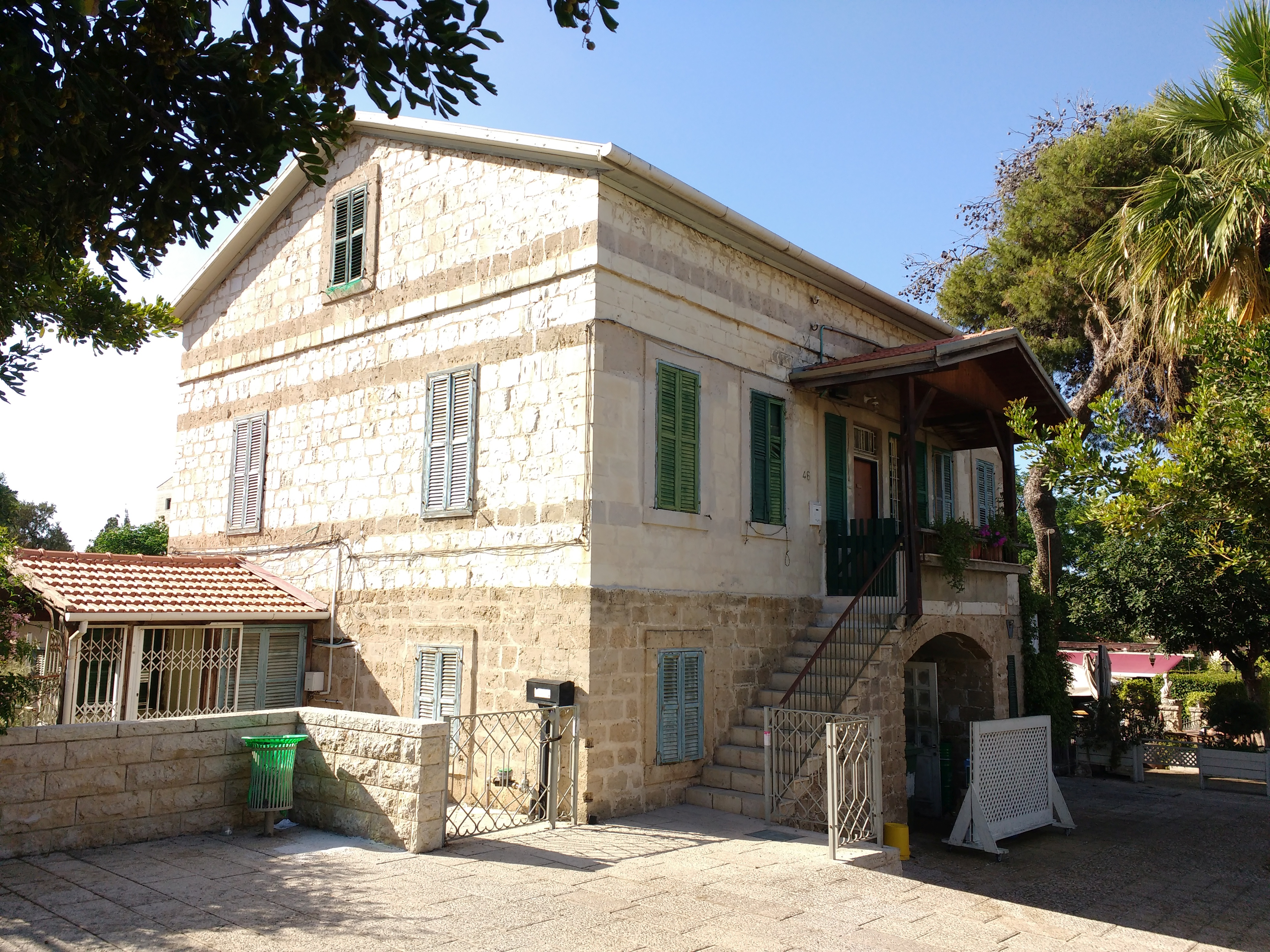
Restauriertes Haus in der Templerkolonie in Haifa
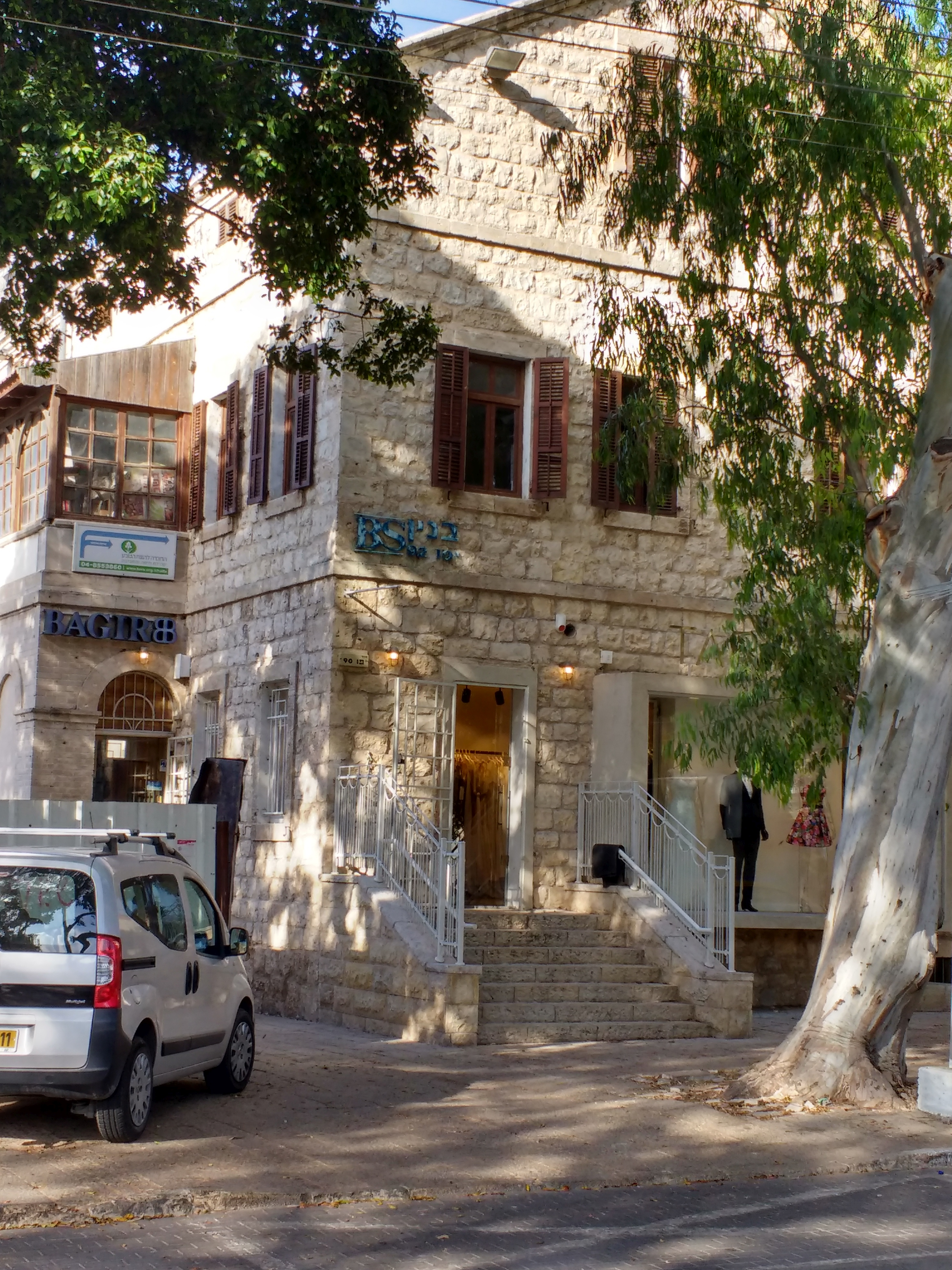
Restauriertes Haus in der Templerkolonie in Haifa
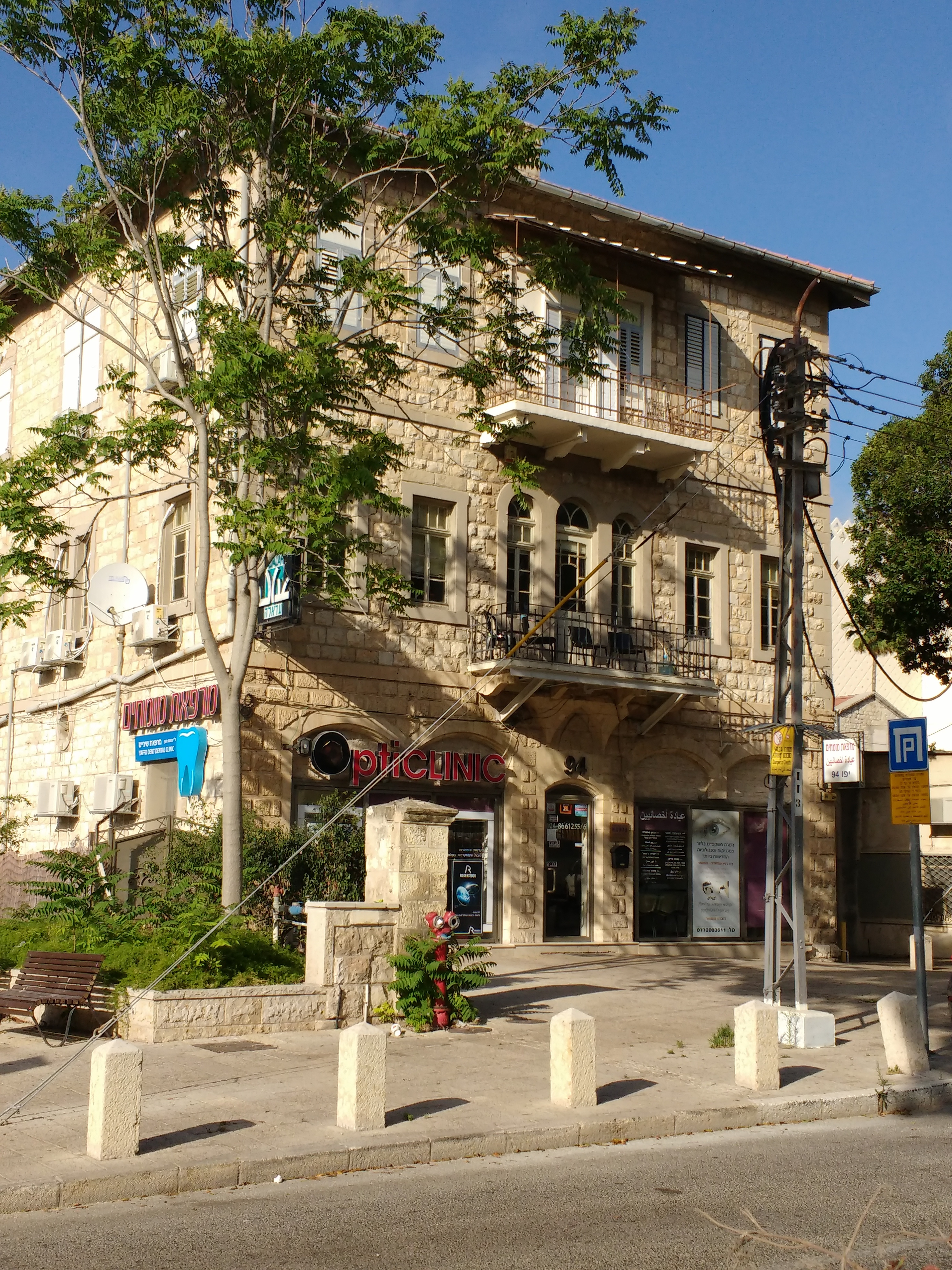
Restauriertes Haus in der Templerkolonie in Haifa

### Jaffa
Nur drei Monate nach Gründung der Haifaer Tempelgemeinde bot sich bereits die Gelegenheit, auch in Jaffa eine Gemeinde zu gründen. Fünf Gebäude einer ehemaligen amerikanischen Adventisten-Kolonie konnten durch Vermittlung des Kaufmanns Peter Martin Metzler erworben werden. Da zu den Gebäuden unter anderem das Hotel Jerusalem mit 19 Zimmern, ein Krankenhaus mit Apotheke sowie eine Dampfmühle gehörten, konnten die Kolonisten in Jaffa schnell Dienste für die ortsansässige Bevölkerung und für Pilger anbieten. Neben dem Hotel Jerusalem wurde das Hotel du Parc des Barons Plato von Ustinow eröffnet.

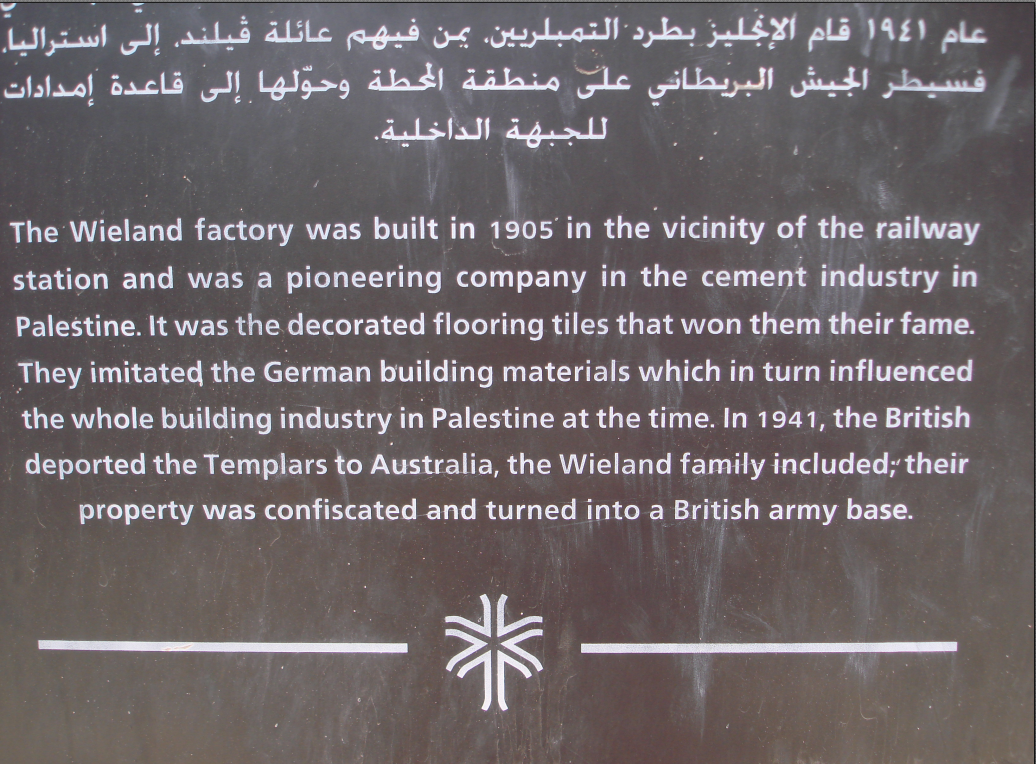
Erinnerung an die 1905 gegründete Wieland-Fabrik in Jaffa und die Deportation der Templer nach Australien

Gegen Ende des Jahres 1870 zählte die Templerkolonie zu Jaffa bereits 110 Einwohner. Zu Beginn bildete das Hotel eine wesentliche Einnahmequelle der Templer zu Jaffa. Jaffa war damals der wichtigste Hafen Palästinas und fast alle Pilger ließen sich in Jaffa ausschiffen, um ihre Reise ins Landesinnere fortzusetzen. Daher waren die Kutschfahrten vom Hafen Jaffas vor allem nach Jerusalem und Transporte von Obst aus den eigenen Plantagen zum Hafen wichtige Einnahmequellen. Wie rentabel die Personentransporte waren, zeigt die Tatsache, dass man 1875 eine eigene Gesellschaft für die Personenbeförderung gründete. Diese Gesellschaft schloss noch im selben Jahr einen Vertrag mit der Agentur Cook ab. Danach sollten die Templer alle Fahrten für Cook durchführen. Mit der Ausweitung des Transportwesens erlebten Wagenbau und -reparatur einen Aufschwung. Auch Araber erkannten die Verdienstmöglichkeiten durch die Transporte und gründeten eigene Unternehmen. Sie kauften ihre Kutschen und Wagen in Deutschland.
Das Hotel der Templer wurde erweitert und ein Kaufhaus errichtet, in dem u. a. wohlhabende Araber einkauften. 1886 erweiterte man die erste Siedlung um die nördlich gelegene Siedlung Walhalla. Dort bildete sich um die Eisengießerei und Maschinenfabrik der Brüder Wagner aus Mägerkingen eine bedeutende Kleinindustrie. Ein weiterer Industriebetrieb war die Zementfabrikation der Gebrüder Wieland aus Bodelshausen. 1904 wurde die Immanuelkirche eingeweiht, welche von dem Architekten Paul Ferdinand Groth entworfen wurde.

### Sarona
Am 18. August 1871 erwarb die Templergesellschaft nahe dem Fluss Jarkon Land. 1872 kamen die ersten Siedlerfamilien nach Sarona. Doch verhinderte die Malaria einen raschen Ausbau der Kolonie. 1873 galt die Malaria in der Umgebung als besiegt. Die Siedler hatten Eukalyptusbäume gepflanzt und die Sümpfe der Umgebung trockengelegt. Doch hatte die Krankheit bis zu diesem Zeitpunkt viele Opfer gefordert. So gab es im Jahre 1875 erst 80 Siedler in Sarona. Haupteinnahmequelle Saronas war die Landwirtschaft. Wenige fanden bei der Personenbeförderungsgesellschaft der Kolonie Jaffa Arbeit.
Nach der Ausweisung der Templerdeutschen aus dem neuen Staat Israel 1950 wurde aus Sarona Hakirya, von 1948 bis 1955 der erste Regierungssitz Israels und heute ein Wohnviertel von Tel Aviv. Ein Teil der Gebäude ist noch zugänglich; sie befinden sich an der Kaplanstraße kurz vor der Einmündung in die Petah-Tiqvah-Road. Der größte Teil der ehemaligen Templersiedlung lag über Jahrzehnte im Sperrgebiet des Verteidigungsministeriums. Immer noch befindet sich der zweite Amtssitz des Regierungschefs in einem der dortigen zwölf von rund einhundert ehemaligen Templerhäusern. Seit dem Jahre 2000 sind auf Initiative des Restaurators Schai Farkasch viele der Templerhäuser renoviert worden.

### Jerusalem

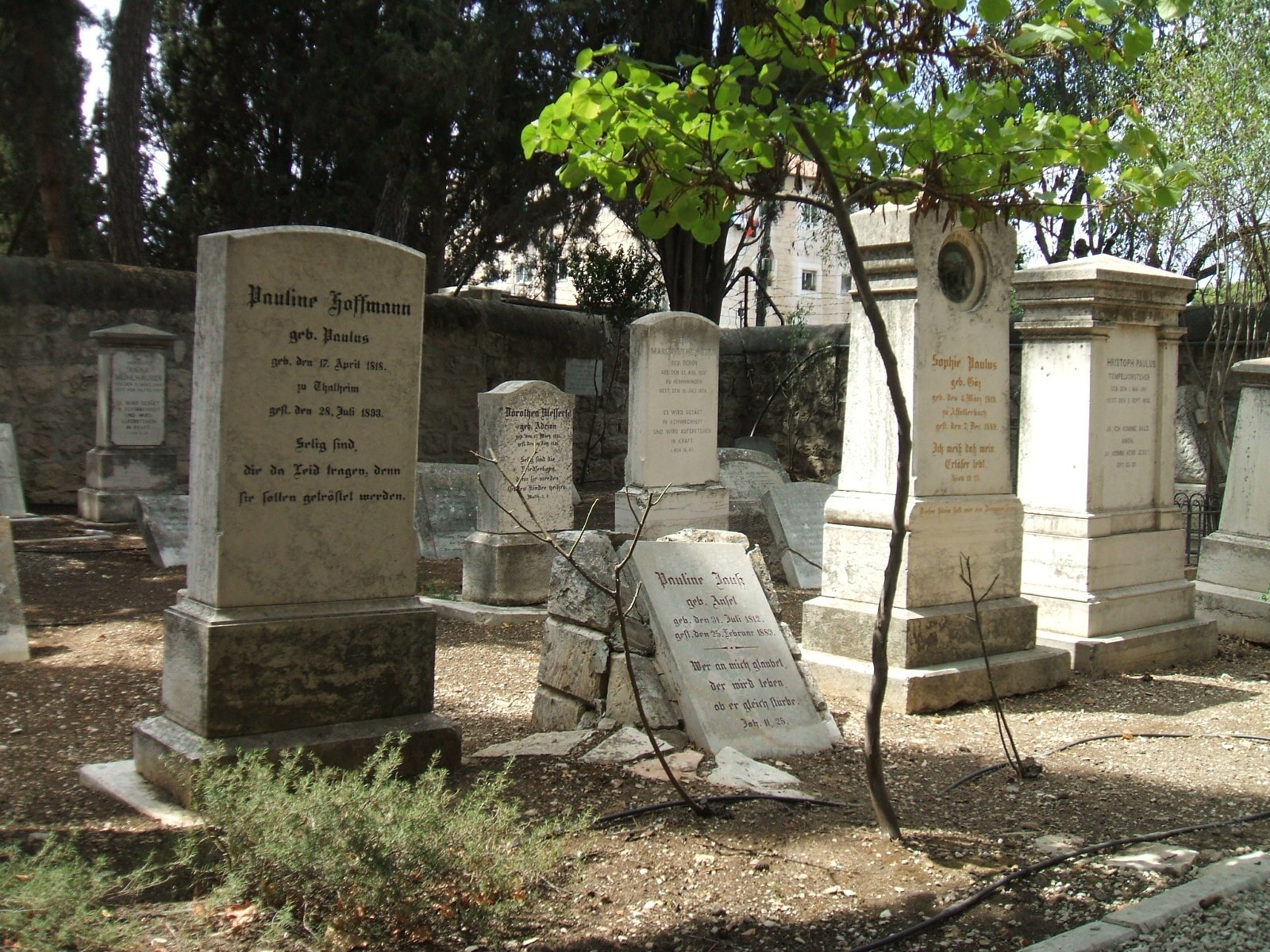
Templerfriedhof, Jerusalem

Schon zu Beginn der 1870er Jahre zogen einige Templer nach Jerusalem. Jerusalem war jedoch weit davon entfernt, eine Templerkolonie zu werden. Daran änderte auch der Erwerb von Grundflächen außerhalb der Altstadt am oberen Ende der Rafaiterebene im Jahre 1873 und den darauffolgenden Jahren nichts. Die Überlegungen der Tempelführung zu diesem Zeitpunkt, die Leitung der Gesellschaft nach Jerusalem zu verlegen, zeigte keine Wirkung. Zwar gab es 1875 rund 100 Templer zu Jerusalem. Von einer „Kolonie“ konnte zu diesem Zeitpunkt noch nicht gesprochen werden, obwohl es das Ziel der Auswanderung war, einen geistigen Tempel in Jerusalem zu errichten. 1878 wurde die Leitung der Tempelgesellschaft und der Sitz des Tempelstifts, einer Ausbildungsstätte für junge Templer, von Jaffa nach Jerusalem verlegt. Dies zog viele Templerfamilien nach Jerusalem, so dass sich die Kolonie (heute haMoschavah haGermanit) etablieren konnte. Dieser Schritt nach Jerusalem bedeutete den ersten Abschluss der ersten Phase der Besiedlung Palästinas durch die Templer.

### Wilhelma, Betlehem-Galiläa, Waldheim

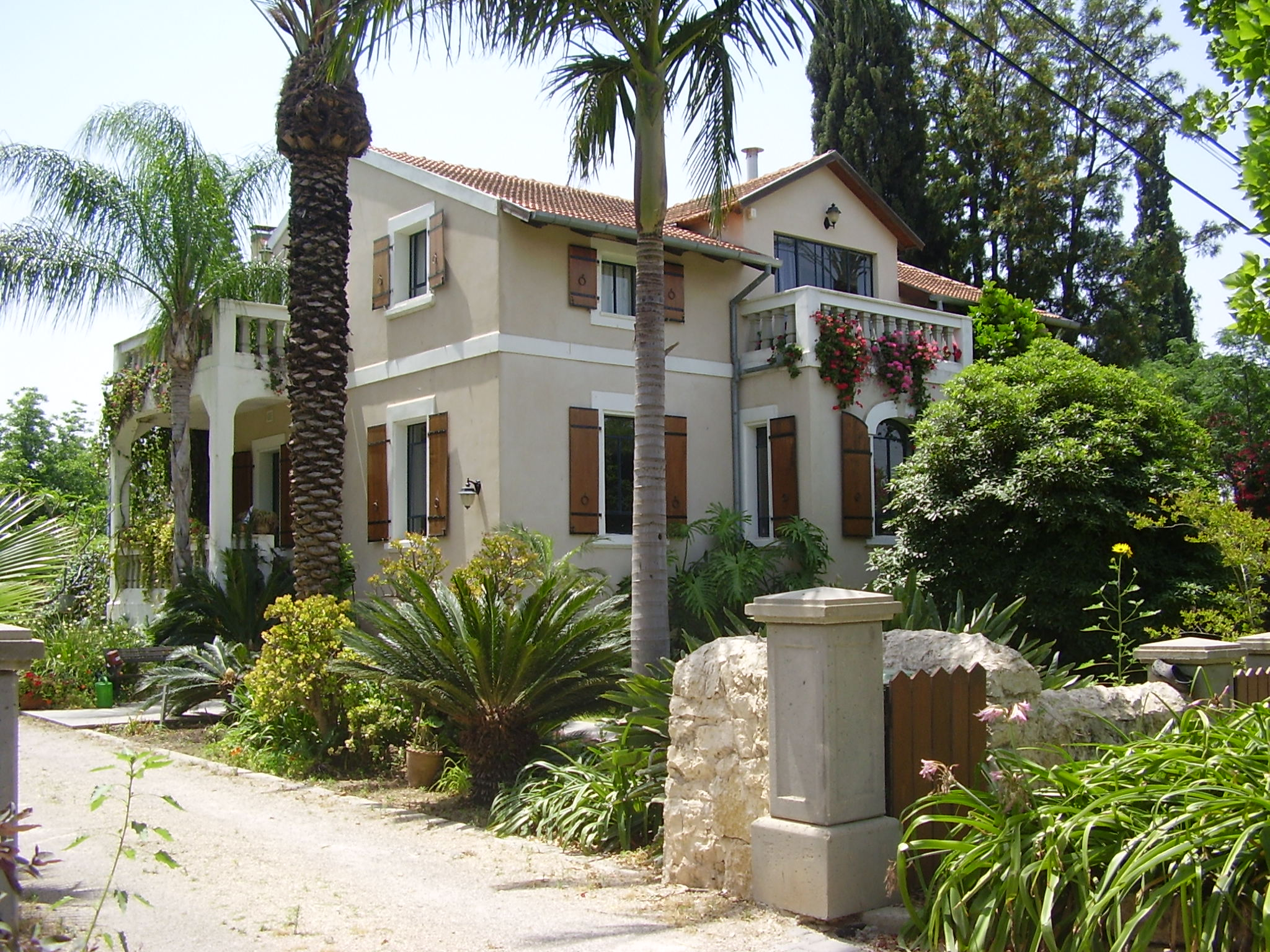
Renoviertes Templer-Haus der Kolonie Wilhelma, heute Bnei Atarot

1902 wurde in der Nähe von Jaffa die Kolonie Wilhelma errichtet. 1906 wurde in Galiläa bei Nazareth Siedlungsland erworben und auf diesem die Kolonie Betlehem in Galiläa, errichtet. Beide Siedlungen, zunächst Wilhelma, das heute Bnei Atarot heißt (Lage), und später das nur zögernd erschlossene Betlehem entwickelten sich zu landwirtschaftlichen Mustersiedlungen. In Wilhelma ließen sich neben den Templern mennonitische Templer aus Südrussland nieder. Eine dritte Siedlung, Waldheim, die in unmittelbarer Nähe des württembergischen Betlehem gelegen war, wurde von der deutschen evangelischen Gemeinde Haifa gegründet, die sich von der Tempelgesellschaft abgespalten hatte; sie erfuhr dabei Hilfe durch die Gesellschaft zur Förderung der deutschen Ansiedlungen in Palästina m.b.H. mit Sitz in Stuttgart.
Das in Bnei Atarot ansässige Weingut Villa Wilhelma schreibt auf seiner Webseite, dass die Templerkolonie Wilhelma noch fast intakt erhalten geblieben sei.

### Von der Zwischenkriegszeit bis zur Gründung des Staates Israel

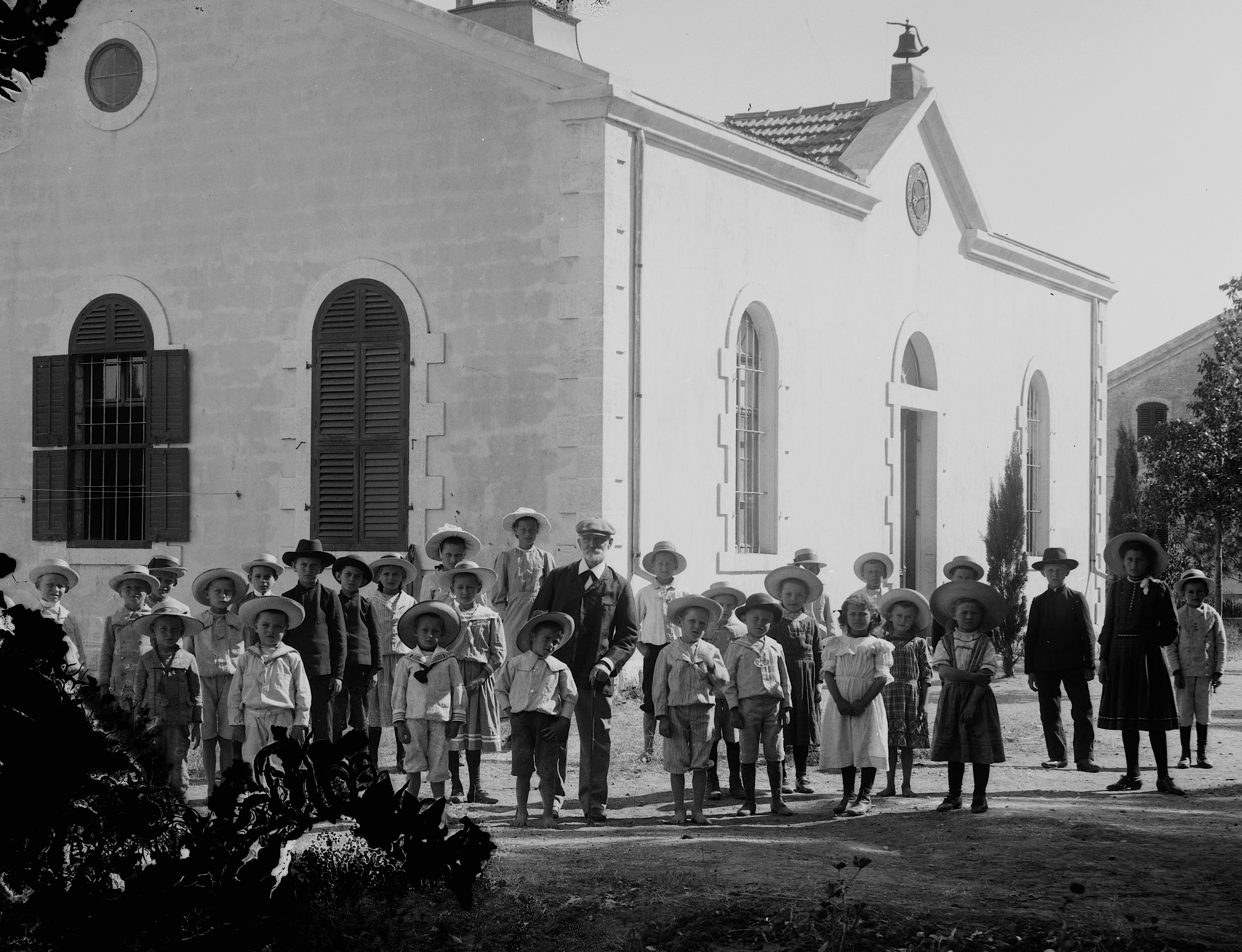
Templer in Wilhelma

Ende 1919 gründete sich aus ehemaligen Soldaten und sonstigen nach Deutschland verschlagenen Angehörigen der kleinen Volksgruppe der Verein der Palästinadeutschen. Sie erreichten, dass nach dem Ersten Weltkrieg 230 internierte und ausgewiesene deutsche Mitglieder der Tempelgesellschaft, für deren Unterhalt die württembergische Regierung vorläufig aufkam, im Schloss Mergentheim in Bad Mergentheim untergebracht wurden. Für einen Teil der in Ägypten Internierten kam es zu einer Anerkennung ihres Heimatrechts in Palästina.
Im Dezember 1925 lebten in Palästina insgesamt 1324 Templer. Von ihnen lebten 393 im Bezirk Haifa, 98 in Betlehem, 235 im Bezirk Jaffa, 225 in Sarona, 215 in Wilhelma und 158 in Jerusalem. Die Mitglieder besaßen 321 Wohn- und 176 Nebengebäude sowie 2397 Hektar Äcker, Weingärten, Baumanlagen, Wald, Gärten und Bauland.
Die Mehrheit der Templer in Palästina begrüßte die nationalsozialistische Machtergreifung in Deutschland im Jahr 1933 ebenso überschwänglich wie ihre im Deutschen Reich lebenden Landsleute. Sie erhofften und wünschten sich von der Regierung Adolf Hitlers einen nationalen Aufschwung, der insbesondere das deutsche Ansehen in der Welt erhöhen, die kulturelle und wirtschaftliche Ausstrahlungskraft des Reiches auf andere Staaten stärken und damit ihre eigene Position als kleine nationale Minderheit in einem fremden Land stärken sollte. Als glühende Patrioten, die indessen nur einen höchst unvollkommenen Einblick in die inneren Zustände Deutschlands besaßen, waren sie von der propagandistisch beschworenen Idee der Volksgemeinschaft fasziniert, kam diese doch ihren eigenen Vorstellungen entgegen.
Die Friedensbeteuerungen des „Führers“ wie sein wiederholt lautstark verkündetes Bekenntnis zu einem „positiven Christentum“ fanden bei ihnen einen freudigen Widerhall. Es wurden in allen Siedlungen Ortsgruppen der NSDAP gegründet. Für den Antisemitismus hingegen, den das NS-Regime zu einem Kernpunkt seiner Ideologie gemacht hatte, hatten sie, abgesehen von einer kleinen Minderheit, wenig übrig. Viele hielten ihn für eine reine innerdeutsche oder europäisch-kontinentale Angelegenheit, andere meinten, die aus der so genannten Kampfzeit der NSDAP herrührende radikal judenfeindliche Haltung sei mit der Regierungsverantwortung, die die Partei nunmehr übernommen habe, unvereinbar und werde sich daher allmählich wandeln, zumindest aber mildern.
Im Jahre 1938 waren bereits 17 % der Templer Palästinas Mitglieder der NSDAP. Der Historiker Yossi Ben-Artzi meint, dass die jüngere Generation die naiven religiösen Glaubensvorstellungen zu einem gewissen Grad aufgegeben hatte und für den Nationalismus der Nazis empfänglich wurde, wogegen die ältere Generation diesen zu bekämpfen versuchte.
Die Templer waren in vielfältiger Beziehung von der jüdischen Bevölkerung Palästinas abhängig, die nach ihrer Kopfzahl, ihrer Wirtschaftskraft wie nach ihrem kulturellen Einfluss unablässig wuchs. Hinzu kam, dass das vieljährige enge Zusammenleben von Juden und Christen zu mannigfachen nachbarschaftlichen Bindungen geführt hatte. Natürlich gab es auf beiden Seiten Konkurrenzneid, Interessensgegensätze und menschliche Differenzen. Aber diese traten allenfalls unterschwellig in Erscheinung, zumal die Templer im Vergleich zu den Juden oder den Arabern eine verschwindend kleine Minderheit bildeten, wenn sie auch durch ihre hohe Qualifikation auf geistigem, technischem und wirtschaftlichem Gebiet eine gewisse Bedeutung erlangt hatten.
Nach Kriegsbeginn wandelte die Mandatsregierung die vier landwirtschaftlichen Kolonien Sarona, Wilhelma, Betlehem und Waldheim in Internierungslager um und brachte in ihnen die im Lande verbliebene deutsche Bevölkerung unter. Nur die wehrfähigen Männer wurden in einem Lager bei Akko interniert.
1941 erfolgte die Deportation von 665 Internierten mit dem Truppenschiff „Queen Elizabeth“ in das Lager Tatura (Camp 3) im australischen Staat Victoria. Im Gegenzug dafür, dass weitere 1000 Templer aus Palästina nach Deutschland ausreisen durften, wurden zwischen 1941 und 1944 550 Juden mit ihren Familien aus Konzentrationslagern freigelassen, ebenso 281 holländische Juden aus dem Konzentrationslager Bergen-Belsen und 50 aus dem Lager Vittel.
In Australien feierten die Templer und Palästinadeutschen mit anderen internierten deutschen Staatsbürgern am 20. April 1945 noch einmal den „Führergeburtstag“, und 1946 protestierte die Leitung der palästinensischen Tempelgesellschaft beim Internationalen Roten Kreuz in Genf gegen die beabsichtigte Repatriierung der noch in Palästina verbliebenen Templer nach Deutschland.
Das australische Interniertenlager Tatura wurde 1947 aufgelöst, die dortigen Templer nahmen das Angebot der australischen Regierung an und blieben im Land.
Am 17. April 1948, einen Monat vor der israelischen Unabhängigkeitserklärung, besetzten bewaffnete jüdische Trupps die Siedlung Waldheim. Die dort verbliebenen Internierten wurden durch die britischen Behörden in ein Zeltcamp für deutsche Displaced Persons nach Famagusta auf Zypern deportiert. Von Britisch-Zypern aus wanderten viele nach Australien aus; einige kehrten jedoch ab 1949 in die württembergische Heimat ihrer Vorfahren zurück.
1950 forderten die israelischen Behörden die letzten noch in Palästina verbliebenen Templer zum Verlassen des Landes auf. Am 13. April 1950 verließ der Tempelvorsteher Jerusalem mit Bestimmungsort Bentleigh (Australien). 80 Jahre Wirken der Templer in Palästina waren damit zu Ende.